# Mato Verde
Mato Verde es un municipio situado en el estado de Minas Gerais, en Brasil. Tiene una población estimada, en 2021, de 12 367 habitantes.
Fue fundado en 1953.

## Ubicación
Está rodeado por los siguientes municipios: Monte Azul, Porteirinha, Rio Pardo de Minas, Catuti y Pai Pedro. Está conectado por carretera pavimentada (BR-122) al centro regional de Janaúba al sur, a unos 80 kilómetros de distancia.  Al norte se encuentra el municipio de Monte Azul, que está a una distancia de 32 km. La distancia a la capital estatal, Belo Horizonte, es de 504 kilómetros.  
Al municipio le pertenecen parte de las 49.830 hectáreas (123.100 acres) del Parque Estadual de Serra Nova, creado en 2003. El atractivo turístico más importante del lugar es una cascada llamada Cachoeira de Maria Rosa, la cual está situada a 12 kilómetros del casco urbano.

## Economía
La insuficiente lluvia, el aislamiento y las tierras pobres hacen que Mato Verde sea uno de los municipios más pobres en el estado y en el país. Las actividades económicas principales son la ganadería y la agricultura, con una producción modesta de algodón, arroz, alubias, maíz y sorgo. En 2006 había 1002 productores rurales con una área total de 39.851 hectáreas. En 2022 no había tractores en la localidad y había 2226 automóviles, lo que representa un promedio de aproximadamente un automóvil por cada 6 habitantes. El producto interno bruto del municipio era de R$148.113,11 (x 1000) en 2020. La sanidad era proporcionada por 11 centros de salud en 2009, de los cuales 8 eran públicos y 3, privados. El municipio cuenta con un hospital con 17 camas.

## Índice de Desarrollo Humanomunicipal
- Clasificación estatal: Puesto 674 de 853 municipios en el año 2000.
- Clasificación nacional: Puesto 3472 de 5138 municipios en el año 2000.
- Esperanza de vida: 68
- Índice de alfabetización: 72,9% (Para la lista completa ver Frigoletto)